# 카르

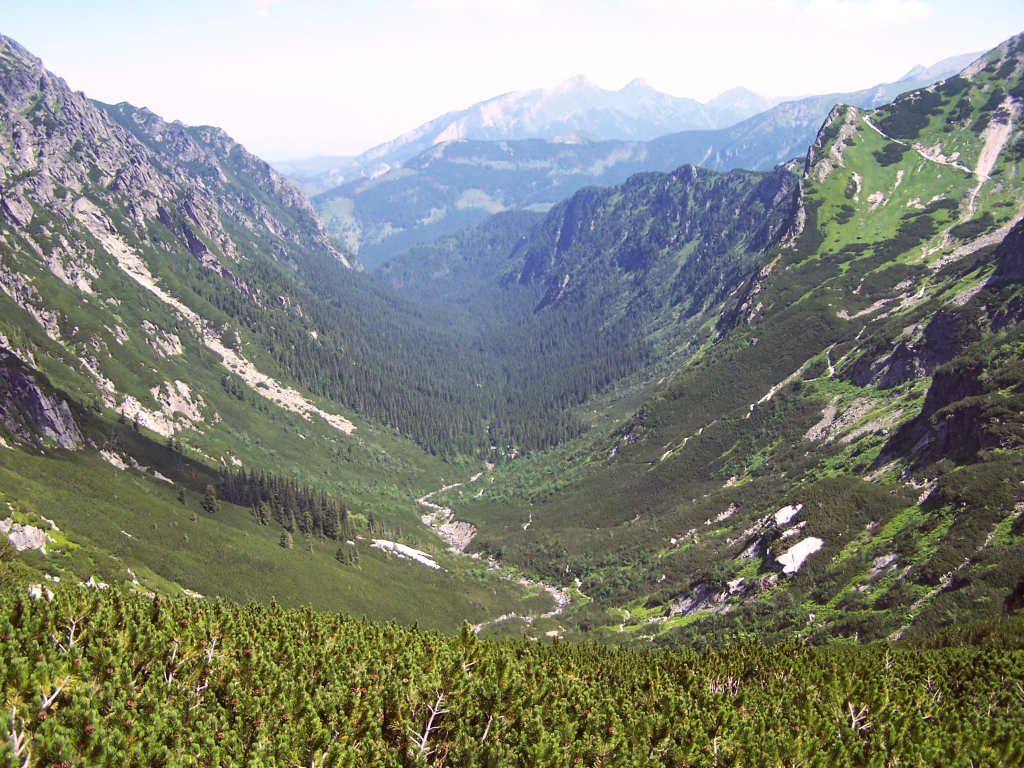
타트리산맥의 카르

카르의 형성 모식도

카르(kar)란 빙하의 침식 작용에 의해 형성된 넓고 오목한 모양의 골짜기이다. 권곡(圈谷, 영어: cirque)이라고도 한다.
산지의 경사면을 마치 숟가락으로 도려낸 것 같은 지형이며, 높은 산의 능선 등에서 볼 수 있다. 빙하가 성장하면서 산의 표면을 깎아 위에서 보면 반원형 내지 편자형의 골짜기가 된다. 성장기에는 형상을 알 수 없지만 빙하의 후퇴와 함께 지상에 골짜기가 나타난다. U자곡, 모레인과 함께 외형 면에서 알기 쉬운 빙하 지형의 하나이다.
골짜기의 양측과 산정측이 험난한 절벽에 둘러싸여 있고, 나머지 방향은 골짜기 아래쪽으로 향해 있다. 권곡벽에 둘러싸인 바닥에는 평탄한(때로는 역경사인) 권곡저가 펼쳐진다. 권곡저에는 빙하에 의해서 옮겨진 토사가 퇴적된 모레인이 있는 경우가 많아 빙하호가 형성되는 경우가 있다.
한반도에는 백두산의 상봉과 관모봉에 카르가 형성되어 있다는 보고가 있다.

## 같이 보기
- 골짜기
- 협곡